# Recidivă (medicină)
Recidiva (lat. recidere) recădere, reșută; în medicină termenul este folosit în cazul recăderii într-o boală, după ce aceasta s-a vindecat clinic. Cauzele sunt numeroase - revenirea bolii se poate datora slăbirii capacității de apărare a organismului, prin surmenare, răcire, subalimentație, sau o reinfectare cu agentul cauzal.